# Touro de Wall Street

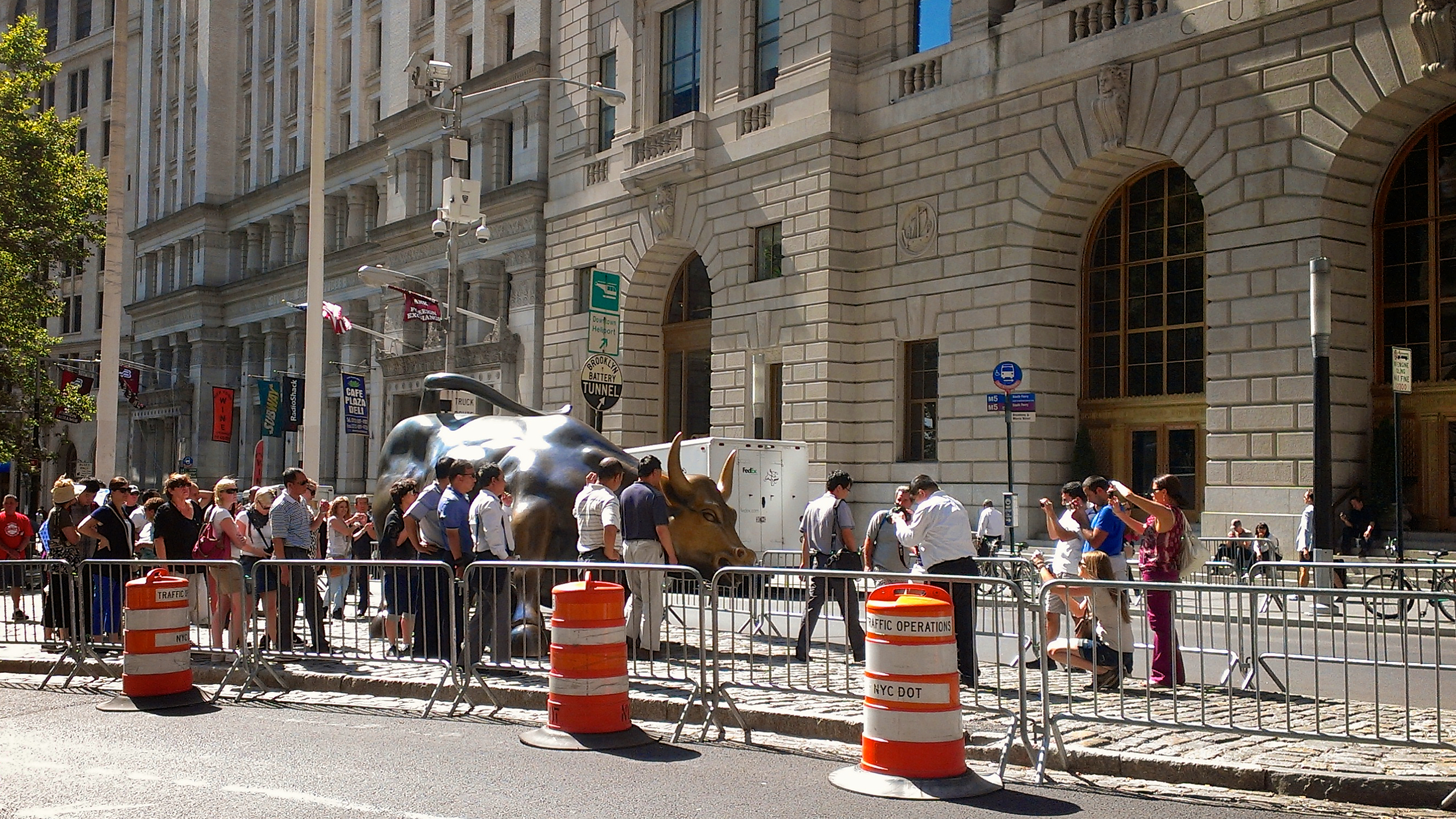
Uma imagem de Bowling Green com a escultura ao fundo

O Touro de Wall Street (conhecido como Charging Bull, em inglês; "Touro em investida" em tradução livre) é uma escultura de bronze situada em Bowling Green, no distrito financeiro de Manhattan, na cidade de Nova Iorque, Estados Unidos. A obra pesa 3,5 toneladas, mede 3,4 metros de altura e 4,9 metros de comprimento. Foi idealizada por Arturo di Modica e instalada em dezembro de 1989, como uma forma de arte de guerrilha. A escultura representa um touro em posição de ataque, e simboliza um mercado financeiro pujante (bull market). Tornou-se uma atração turística da cidade logo após sua instalação.

## História
Modica idealizou a estátua após o crash da bolsa de valores de Nova Iorque de 1987, a "segunda-feira negra", como um presente para a cidade, um "símbolo da força e poder do povo americano". O artista gastou suas economias, 360 mil dólares, na obra, que foi instalada em 15 de dezembro de 1989 na Broad Street, em frente ao prédio da Bolsa de Valores. A escultura foi apreendida pela polícia de Nova Iorque e levada a um pátio de veículos. O protesto público que se seguiu levou o Departamento de Parques e Recreação da  cidade a reinstalá-la dois quarteirões ao sul da Bolsa, em Bowling Green, com uma cerimônia em 21 de dezembro de 1989. Ela está voltada para a Broadway, em Whitehall Street.

## Crítica
O touro de Wall Street tem sido muitas vezes alvo de críticas a partir de uma perspectiva anticapitalista. Os protestos do Occupy Wall Street usaram o touro como figura simbólica em torno da qual direcionar suas críticas à ganância corporativa. Uma imagem 2011 do grupo Adbusters que retrata uma dançarina em arabesque sobre a escultura foi usada para promover os protestos que viriam. A primeira reunião do Occupy ocorreu ao redor da escultura em 17 de setembro de 2011, antes de se mudar para o Zuccotti Park. Por causa dos protestos, o touro foi cercado por barricadas e guardado pela polícia até 2014.
A estátua foi comparada ao bezerro de ouro adorado pelos israelitas durante seu Êxodo do Egito. Durante o Occupy Wall Street em várias ocasiões um grupo inter-religioso de líderes religiosos liderou uma procissão de uma figura de bezerro de ouro que foi modelado com base no touro. Uma grande pinhata de papel-machê feita por Sebastian Errazuriz para um festival de design de Nova Iorque em 2014 foi concebida para ser uma reminiscência tanto do bezerro de ouro como do Charging Bull.  Outras comparações com o bezerro de ouro foram feitas por comentaristas religiosos judeus e cristãos.
Em 7 de março de 2017, véspera do Dia Internacional da Mulher  a estátua de uma menina em pose de desafio foi instalada em frente ao touro. A escultura, que ficou conhecida como Fearless Girl (Menina destemida), foi  idealizada por Kristen Visbal e encomendada pela empresa financeira State Street Global Advisors (SSGA) como forma de chamar atenção à desigualdade de gênero no mercado financeiro.